# Ludwig Dahn
Ludwig Dahn (* 12. März 1843 in München; † 20. Oktober 1898 ebenda) war ein deutscher Schauspieler.
Dahn war der Sohn des Schauspielers  Friedrich Dahn und dessen erster Ehefrau Constance Le Gaye; sein älterer Bruder war der Schriftsteller Felix Dahn. Seinen ersten künstlerischen Unterricht bekam Dahn bei seiner Mutter; später wurde er Schüler der Schauspielerin Sophie Schröder.
Durch deren Vermittlung kam er mit 17 Jahren ans Weimarer Hoftheater. Dort konnte er noch im September desselben Jahres erfolgreich in der Rolle des „Leopold“ debütieren. In Weimar blieb er bis 1864 Mitglied des Ensembles und wirkte in fast allen Königsdramen Shakespeares mit.
1865 wechselte Dahn als „erster jugendlicher Liebhaber“ ans preußische Hoftheater nach Berlin und blieb dort bis zum Krieg 1870/71, nach dessen Ende er wieder nach Berlin zurückkehrte. Dort heiratete er und hatte einen Sohn, Felix (* 1873). Im September 1873 nahm er ein Engagement am Deutschen Theater in St. Petersburg an. Er wirkte dort von Frühjahr 1874 bis Sommer 1877 und kehrte dann wieder nach Deutschland zurück.
1878 holte man ihn an das königliche Hoftheater nach München, wo er bis zu seinem Lebensende spielte. Sein Debüt in München absolvierte er in der Rolle des „Kosinsky“. In seinen letzten Jahren war Dahn immer wieder von Krankheiten geplagt und konnte an seine früheren Erfolge auf der Bühne nicht mehr anknüpfen. Im Alter von 55 Jahren starb er am 20. Oktober 1898 in München.

## Grabstätte

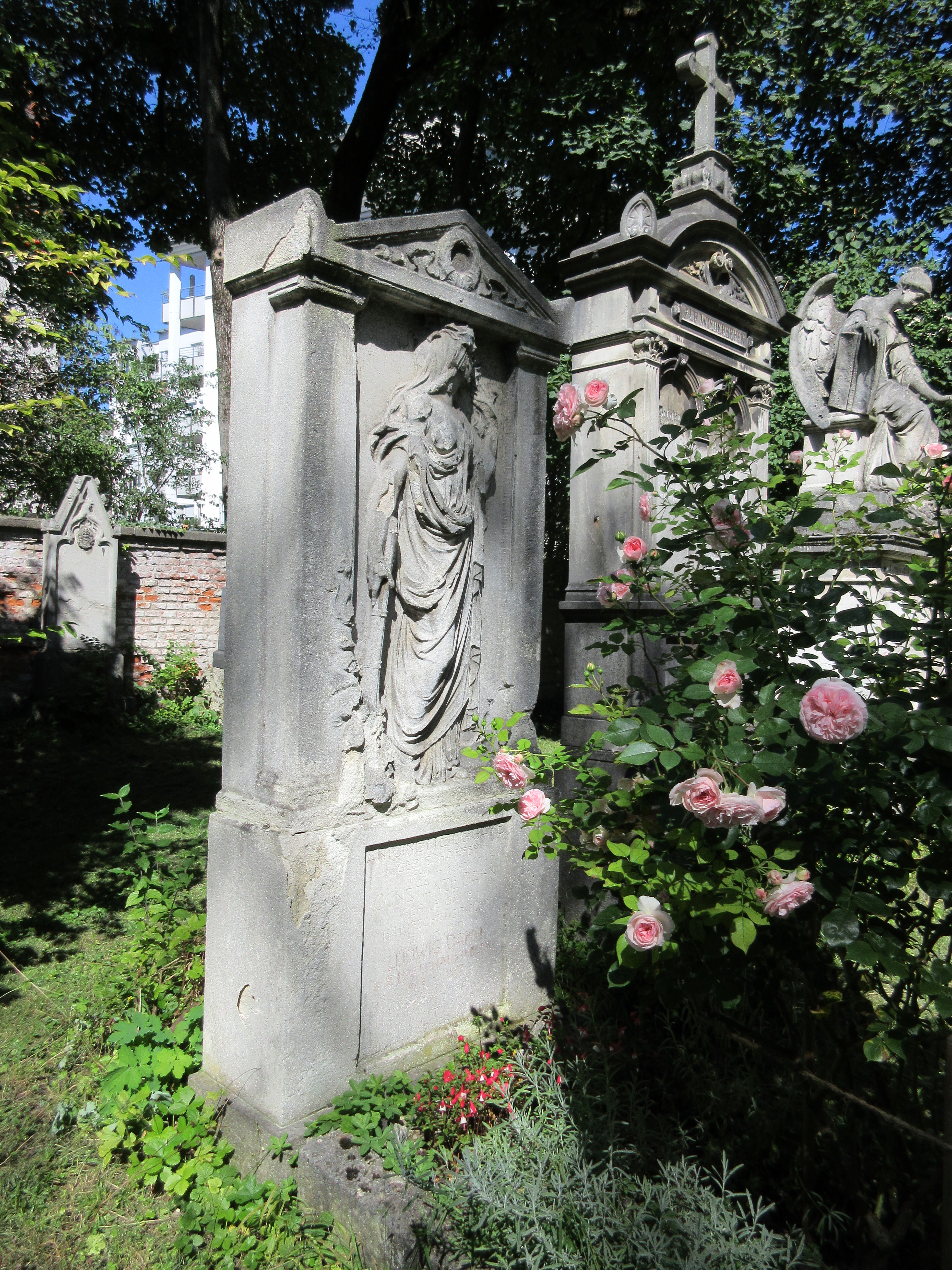
Grab von Ludwig Dahn auf dem Alten Südlichen Friedhof in München

Ludwig Dahns Grabstelle befindet sich im Grab seiner Mutter Constanze Dahn auf dem Alten Südlichen Friedhof in München (Mauer Rechts Platz SP 21 bei Gräberfeld 18) Standort.

## Rollen (Auswahl)
- Kosinsky – Die Räuber (Friedrich Schiller)
- Leopold I. – Die Anna-Liese (Hermann Hersch)
- Lionel – Die Jungfrau von Orléans (Friedrich Schiller)
- Bugslaff – Hans Lange (Paul Heyse)
- Gringoire – Der Glöckner von Notre-Dame (Charlotte Birch-Pfeiffer)
- Uriel da Costa – Uriel Acosta (Karl Gutzkow)
- Mortimer – Heinrich VI. (Johann Wolfgang von Goethe)
- Beaumarchais – Clavigo (Johann Wolfgang von Goethe)